# Campeonato Gaúcho de Futebol Feminino de 2024
O Campeonato Gaúcho Feminino de 2024 é a vigésima sétima edição desta competição de futebol feminino organizada pela Federação Gaúcha de Futebol (FGF).
A competição é composta de quatro fases e é disputada por nove equipes entre os meses de agosto e novembro. Na primeira fase, os participantes foram divididos em um grupo de turno único, no qual os 4 primeiros colocados avançam para a fase seguinte. Grêmio e Internacional ingressam diretamente na segunda fase. Nas fases eliminatórias, o resultado agregado das duas partidas definiram quem avançou à fase seguinte.
Os times eliminados na semifinal disputarão um jogo que definirá o terceiro lugar e o classificado para o Campeonato Brasileiro de Futebol Feminino - Série A3 de 2024, caso os clubes classificados para a final já estejam classificados para as Séries A1 ou A2.

## Formato e participantes
O Gauchão Feminino Ipiranga terá sete equipes na disputa da primeira fase, que jogarão entre si em grupo único. As quatro melhores colocadas avançam para segunda fase, onde se juntam a Grêmio e Internacional. A busca pela vaga nas semifinais também será disputada em turno único em jogos todos contra todos. As quatro primeiras equipes seguem na briga pelo título. As semifinais e finais serão disputadas em jogos de ida e volta. Assim como na temporada passada, a decisão de terceiro lugar será em jogo único.  
| Equipe                       | Cidade          | Estádio                  | Títulos                                                                      | Ref.  |
| ---------------------------- | --------------- | ------------------------ | ---------------------------------------------------------------------------- | ----- |
| Brasil de Farroupilha        | Farroupilha     | Castanheiras             | —                                                                            | [ 5 ] |
| Elite                        | Santo Ângelo    | Bertholdo Christmann     | —                                                                            | [ 5 ] |
| Flamengo de São Pedro        | Tenente Portela | Miraguai                 | —                                                                            | [ 5 ] |
| Futebol com Vida             | Viamão          | CT Futebol com Vida      | —                                                                            | [ 5 ] |
| Grêmio                       | Porto Alegre    | Complexo Esportivo ULBRA | 4 (2000, 2001 e 2018 e 2022)                                                 | [ 5 ] |
| Internacional                | Porto Alegre    | SESC Protásio Alves      | 12 (1983, 1984, 1997, 1998, 1999, 2002, 2003, 2017, 2019, 2020, 2021 e 2023) | [ 5 ] |
| Juventude                    | Caxias do Sul   | SESI Caxias do Sul       | 3 (2004, 2005 e 2006)                                                        | [ 5 ] |
| Juventude Dr. Salomé Goulart | Porto Alegre    | RGM Sports               | —                                                                            | [ 5 ] |
| Vidal Pro                    | Porto Alegre    | Arena Cruzeiro           | —                                                                            | [ 5 ] |

## Segunda fase
| Pos | Equipe                | Pts | J | V | E | D | GP | GC | SG  | Classificado |     | GRE | JUV  | INT | BRA | FCV  | ELI |
| --- | --------------------- | --- | - | - | - | - | -- | -- | --- | ------------ | --- | --- | ---- | --- | --- | ---- | --- |
| 1   | Grêmio                | 13  | 5 | 4 | 1 | 0 | 24 | 0  | +24 | Semifinal    |     | —   | 0–0  |     | 6–0 |      |     |
| 2   | Juventude             | 11  | 5 | 3 | 2 | 0 | 20 | 0  | +20 | Semifinal    |     |     | —    | 0–0 |     | 6–0  | 9–0 |
| 3   | Internacional         | 10  | 5 | 3 | 1 | 1 | 37 | 2  | +35 | Semifinal    |     | 0–2 |      | —   | 7–0 | 15–0 |     |
| 4   | Brasil de Farroupilha | 6   | 5 | 2 | 0 | 3 | 12 | 18 | −6  | Semifinal    |     |     | 0–4  |     | —   | 6–1  | 6–0 |
| 5   | Futebol com Vida      | 1   | 5 | 0 | 1 | 4 | 2  | 38 | −36 |              |     | 0–9 |      |     |     | —    | 1–1 |
| 6   | Elite                 | 1   | 5 | 0 | 1 | 4 | 1  | 38 | −37 |              | 0–7 |     | 0–15 |     |     | —    |     |

## Fase final
Em itálico, as equipes que possuem o mando de campo no primeiro jogo ou no jogo único; em negrito as equipes vencedoras.
|  | Semifinais            | Semifinais            | Semifinais | Semifinais |   |        | Final          | Final | Final | Final |  |  |  |  |
|  |                       |                       |            |            |   |        |                |       |       |       |  |  |  |  |
|  | Grêmio                | 6                     | 5          | 11         |   |        |                |       |       |       |  |  |  |  |
|  | Brasil de Farroupilha | 0                     | 0          | 0          |   |        |                |       |       |       |  |  |  |  |
|  | Brasil de Farroupilha | 0                     | 0          | 0          |   | Grêmio | 2              | 1     | 3     |       |  |  |  |  |
|  |                       |                       |            |            |   | Grêmio | 2              | 1     | 3     |       |  |  |  |  |
|  |                       | Internacional         | 0          | 1          | 1 |        |                |       |       |       |  |  |  |  |
|  | Juventude             | Internacional         | 0          | 1          | 1 | 1      | 1              | 2 (3) |       |       |  |  |  |  |
|  | Juventude             |                       |            |            |   | 1      | 1              | 2 (3) |       |       |  |  |  |  |
|  | Internacional (pen)   | 2                     | 0          | 2 (5)      |   |        |                |       |       |       |  |  |  |  |
|  | Internacional (pen)   | 2                     | 0          | 2 (5)      |   |        |                |       |       |       |  |  |  |  |
|  |                       |                       |            |            |   |        | Terceiro lugar |       |       |       |  |  |  |  |
|  |                       |                       |            |            |   |        |                |       |       |       |  |  |  |  |
|  |                       | Juventude             | 2          | 2          |   |        |                |       |       |       |  |  |  |  |
|  |                       |                       |            |            |   |        |                |       |       |       |  |  |  |  |
|  |                       | Brasil de Farroupilha | 0          | 0          |   |        |                |       |       |       |  |  |  |  |